# Assemblee di Dio brasiliana
Le  Assemblee di Dio brasiliana (in portoghese Assembleias de Deus) sono diverse comunità pentecostali con radici nel movimento che i missionari svedese-americani Daniel Berg e Gunnar Vingren hanno iniziato a Belém, stato di Pará in Brasile nel 1911.

## Storia
L'Assemblee di Dio si sparse nell'Amazzonia, si propagò nel nordeste ed arrivò nel sudeste ove la chiesa ebbe inizio nel 1922 in Rio de Janeiro nel quartiere di São Cristóvão, ed ebbe un impulso allo sviluppo con il trasferimento di Gunnar Vingren nel 1924.
Dal 1916 la Chiesa di Filadelfia di Stoccolma, che aveva assunto il sostegno ai due missionari ha inviati altri missionari, Samuel e Lina Nyström, per aiutare Berg e Vingren. Circa 30 missionari scandinavi, soprattutto svedesi, hanno lavorato in Brasile.
Nel 1930 si realizzò un convegno della AD nella città di Natal, e così passò ad avere una propria autonomia interna, essendo amministrata esclusivamente dai pastori residenti in Brasile, senza perdere i vincoli fraterni con la chiesa in Svezia, ma
a partire dal 1936, la chiesa passò ad allearsi di più con l'Assemblee di Dio Americane, che ha aderita dal 1918.
Nel 1980 , l'Assemblee de Dio brasiliana ebbe diverse schismi e ha suddivisi in diverse organizzazioni:
- Convenção Geral das Assembleia de Deus no Brasil (CGADB) è la più grande organizzazione e aveva nel 2001, 3.500.000 membri. Si vedono come l'erede della missione svedese. Con sede a Rio de Janeiro La CGADB è l'unico gruppo che è stato membro ufficiale delle Assemblee di Dio Americane e la Comunione mondiale delle Assemblee di Dio.
- Convenção Nacional das Assembleias de Deus no Brasil (CONAMAD) o Assembleia de Deus Ministerio Madureira iniziato nel 1958 al seno della CAGDB. Nel 1989 è stato escluso dal CGADB on 1/3 degli ministri e congregazioni. 2001 aveva circa 2 milioni di membri. Le CONAMAD ha una costituzione episcopale, ma la teologia è simile alla CGADB. Loro sede è nella zona Madureira, città del Rio de Janeiro.
- Assembleia de Deus Betesta ha quasi 200 chiese e ha sede a Fortaleza , Ceará .
- Ed anche ci sono quasi un centinaio di altre piccole organizzazioni.
- In Italia per l'emigrazione e missionari della Assemblee di Dio brasiliana hanno organizzate la Chiesa Assemblea di Dio missionaria brasiliana, a Siracusa, la Chiesa Assemblea di Dio -Ministerio Madureira,  Assembleia de Deus - Ministério de Santos na Itália,  Assembleia de Deus - Ministério de Campo Grande na Itália, fra altri. Pero senza rapporto con le Assemblee di Dio in Italia.

Nel 2001, le chiese in Brasile che portano il nome Assembleia de Deus sono a 8.500.000 membri.

## Dottrina
Poiché non è un movimento unitario, ci sono molte variazioni nella dottrina e nella prassi, in comune l'Assemblee di Dio brasiliane credono nella Bibbia come unica fonte di dottrina, nella morte vicaria di Cristo, nel battesimo degli adulti per immersione nelle acque, nella Santa Cena senza vino ., la obbligatoria della decima, i doni dello Spirito Santo, e il returno premillenniale di Gesù. Confutano il velo della donna nel culto cristiano e il santo bacio come eresie.

## Organizzazione
Le Assemblee di Dio del Brasile sono organizzati come episcopato non territoriali (chiamato ministerio), in cui ogni ministerio è costituito da una chiesa-madre sotto un pastore-presidente e suoi congregazioni e punti di predicazione affiliati. L'amministrazione combina tra il sistema congregazionale ed episcopale, in cui i soggetti vengono pre-trattati dal ministerio, con la forte influenza della guida pastorale, e sono quindi portati a riunioni solo per essere controfirmata dai membri.

## Collegamenti
In Brasile
- Convenção Geral das Assembléias de Deus no Brasil, su cgadb.com.br. URL consultato il 3 luglio 2010 (archiviato dall'url originale il 24 dicembre 2016).
- Assembleia de Deus - Ministério do Belém, su ad.org.br.
- Assembleia de Deus - Ministério Madureira, su admadureira.com.br.

In Italia
- Assembleia de Deus na Italia, su assembleiadedeusitalia.com. URL consultato il 3 luglio 2010 (archiviato dall'url originale il 3 febbraio 2010).
- Assemblee di Dio Missionaria CONAMAD in Italia, su conamaditaliabollate.com. URL consultato il 16 febbraio 2019 (archiviato dall'url originale il 7 febbraio 2011).
- Assembleia de Deus em Trento, su aditalobrasiliana.blogspot.com.
- Assemblea di Dio Progetto Vita a Valdobbiadene, Belluno e Treviso, su progettocristo.com. URL consultato il 27 luglio 2011 (archiviato dall'url originale il 15 maggio 2013).